# 고조흥
고조흥(1952년 11월 23일 ~ ) 대한민국의 정치인이자, 법조인이다. 16대 총선에서 지역 5선 거물인 자유민주연합 이한동후보에 져 낙선 후, 2005년 4·30 재보궐선거에 당선되어 17대 국회의원을 지냈다. 군 가산점 법안 발의 후, 2007년 7월 1일 전원책 변호사가 '전거성'으로 스타덤에 오르게 된 KBS 1TV '생방송 심야토론' '군복무 가산점제를 다시 살려야 하나'에 출연
해 전 변호사의 경희대학교 법대 선배이자 같은 진영 토론패널임에도 불구하고 반론을 제기해 화제가 되었다.

## 학력
- 포천초등학교 졸업
- 포천중학교 졸업
- 대광고등학교 졸업
- 1976년 경희대학교 법학 학사 수료

## 경력
- 1978년 제20회 사법시험 합격
- 1991년 수원지방검찰청 고등검찰관
- 1998년 서울고등검찰청 검사
- 2000년 고조흥 법률사무소
- 2005년 5월 ~ 2008년 5월 제17대 한나라당 국회의원

## 의정활동
- 2007년 병역 이행자 가산점 부여를 주 내용으로 하는 병역법 개정안을 발의하였다.[3]

## 수상
- 1999년 제36회 법의 날 국무총리표창

## 역대 선거 결과
|  | 47.03% |

|  | 40.81% |

|  | 64.6% |

## 참고 자료
- 네이버 인물검색 "고조흥"